# Slovaque oriental littéraire
 (juin 2025).
La mise en forme du texte ne suit pas les recommandations de Wikipédia : il faut le « wikifier ».
Les points d'amélioration suivants sont les cas les plus fréquents. Le détail des points à revoir est peut-être précisé sur la page de discussion.
- Les titres sont pré-formatés par le logiciel. Ils ne sont ni en capitales, ni en gras.
- Le texte ne doit pas être écrit en capitales (les noms de famille non plus), ni en gras, ni en italique, ni en « petit »…
- Le gras n'est utilisé que pour surligner le titre de l'article dans l'introduction, une seule fois.
- L'italique est rarement utilisé : mots en langue étrangère, titres d'œuvres, noms de bateaux, etc.
- Les citations ne sont pas en italique mais en corps de texte normal. Elles sont entourées par des guillemets français : « et ».
- Les listes à puces sont à éviter, des paragraphes rédigés étant largement préférés. Les tableaux sont à réserver à la présentation de données structurées (résultats, etc.).
- Les appels de note de bas de page (petits chiffres en exposant, introduits par l'outil «  Source ») sont à placer entre la fin de phrase et le point final[comme ça].
- Les liens internes (vers d'autres articles de Wikipédia) sont à choisir avec parcimonie. Créez des liens vers des articles approfondissant le sujet. Les termes génériques sans rapport avec le sujet sont à éviter, ainsi que les répétitions de liens vers un même terme.
- Les liens externes sont à placer uniquement dans une section « Liens externes », à la fin de l'article. Ces liens sont à choisir avec parcimonie suivant les règles définies. Si un lien sert de source à l'article, son insertion dans le texte est à faire par les notes de bas de page.
- La présentation des références doit suivre les conventions bibliographiques. Il est recommandé d'utiliser les modèles {{Ouvrage}}, {{Chapitre}}, {{Article}}, {{Lien web}} et/ou {{Bibliographie}}. Le mode d'édition visuel peut mettre en forme automatiquement les références.
- Insérer une infobox (cadre d'informations à droite) n'est pas obligatoire pour parachever la mise en page.

Pour une aide détaillée, merci de consulter Aide:Wikification.
Si vous pensez que ces points ont été résolus, vous pouvez retirer ce bandeau et améliorer la mise en forme d'un autre article.
 (mai 2025).
Le slovaque oriental littéraire  (slovaque : východoslovenský knižný jazyk) est la langue des protestants de Slovaquie orientale depuis le milieu du XVIIIème siècle, appartenant aux microlangues slaves. Il est connu sous deux variantes, basées sur différents dialectes du slovaque oriental : une variante religieuse basée sur les dialectes Zemplín, et une variante "laïque" basée sur les dialectes Šariš et Spiš.
Le dialecte slovaque oriental est répandu dans l'est de la Slovaquie, à côté du rusyn et des dialectes polonais mineurs.

## Histoire
Les caractéristiques linguistiques du slovaque oriental se retrouvent déjà dans les monuments slovaques du XVe siècle et, à partir du XVIe siècle, des textes apparaissent des textes qui sont essentiellement en slovaque oriental. Au milieu du XVIIIe siècle, les calvinistes de Slovaquie orientale ont créé une langue littéraire spéciale basée sur l'écriture hongroise. Entre 1750 et 1758, cinq livres religieux (principalement des traductions du hongrois) ont été publiés sur la base du dialecte Zemplín . Français Le dernier livre, « Au service général… » « Gu obecznej szluzsbe… »), a été publié en 1923. Au milieu du XIXe siècle, une tentative a été faite de créer une version « laïque » de la langue littéraire slovaque orientale sur la base du Šariš - Spiš, proposée par le prêtre Jan Andráščik, il a écrit « Šenk palenčeny » en 1845. Les autorités hongroises ont profité de cette expérience pour promouvoir le dialecte šariš et ainsi tenter d’entraver le processus de renaissance nationale des Slovaques, mais sans succès. En 1870, le ministère hongrois de l'Éducation a approuvé l'utilisation de manuels scolaires en dialecte šariš dans les regions de Zemplin, Spiš et Šariš, tout en interdisant les livres écrits en slovaque standard. Quelques livres publiés par le ministère hongrois de l'Éducation en dialecte šariš :
- Gaspar, J. : Čítanka pre štvartu klassu, vedle maď. Čitanky Jána Gášpara prél. na šarišsko-slovenskí jazik S. L. , diplomatični učitel, a šarišskej stolici školsky radca 1875.
- Goenczy, P. — Égry, F. : Návodná kňiha ku slovenskému šlabikaru a peršej čitance. Pré-učiteľoch Pavel Gönczy. Je suis tellement content de toi. kr. Le ministère de l'Intérieur nareča preložil a prepracoval Franc Egry radni učbar na štátnej realce v Levoči.
- Goenczy, P. : Slovenski slabikar a perša čítanka pre peršu class narodních škol. Spisal P. Gönczy...Preložil a prepracoval do šarišského nárečia Franc Egry.
- Nagy, L. : Mluvnična cvičebná kňiha pré 2. classe d'école nationale. Sáros szepesmegyei tot szójárásra ford. Égry F. Budapest ( 1785 ).
- Repasky, J. : Praktická mluvnica Uherská pre národnie školy ( 1887 ).
- Repasky, J. : Zemepis Krajiny Uherskej a celeho sveta (1872).

Les manuels scolaires hongrois en dialecte šariš ont été utilisés jusqu'à la chute de l'Autriche-Hongrie. Il est intéressant de noter que le dernier manuel scolaire de šariš a été publié en 1919 dans la Tchécoslovaquie nouvellement créée. Le slovaque orientale s’est également exportée au-delà des frontières de l’Autriche-Hongrie : depuis 1886, un journal pour les émigrants, « Amerikanszko-szlovenszke novini », financé par des Hongrois, était publié à Pittsburgh, aux États-Unis.En 1919, la microlangue slovaque orientale a été déclarée langue officielle de la République soviétique slovaque pro-hongroise. Une tentative d'introduire la langue slovaque orientale au niveau officiel a été répétée en 1938, lorsque la Hongrie a occupé Abov, le sud de Šariš et le sud de Zemplin.À Košice, le cercle Ojčízna et le magazine Naša Zastava, financés par les autorités hongroises, ont vu le jour et ont propagé l'idée que les Slovaques de l'Est étaient un peuple distinct – des Slovaques, des Hongrois slavisés.En 1941, « Slovjacka gramatika » d'E. Dobranský fut publié et des tentatives furent faites pour réintroduire la langue Šariš dans les écoles slovaques du territoire occupé. Tout cela s'est terminé en 1945 avec l'arrivée de l'Armée rouge, mais néanmoins, au cours des dernières décennies, il y a eu une renaissance de l'idée d'une langue littéraire slovaque orientale.L'un des initiateurs de ce renouveau fut le linguiste Ondrej Galaga, qui publia en 2002 le « Dictionnaire du slovaque oriental ». En outre, le Cercle des écrivains de Spiš (Spolok pisateľov Spiša) fut créé.
Le slovaque oriental utilise l'alphabet latin avec des modifications du slovaque.
Les œuvres originales (poétiques) ne sont apparues qu'au XXe siècle et sont associées au nom du poète Viktor Dvorchak (1879-1943, slovaque : Viktor Dvorčák / Dvorcsák ) - l'une des figures de la « République slovaque orientale » et de la République soviétique slovaque, que la Tchécoslovaquie a officiellement déclaré ennemi et qui a été traqué par les services de renseignement tchécoslovaques. Dvorchak s'est caché en Pologne, en Italie, en France, en Angleterre, aux États-Unis et en Hongrie et n'a jamais été devant la justice tchécoslovaque. Il publie son premier recueil de poésie, Vlasc a šerco (Patrie et cœur), en 1909. Après l'occupation hongroise du sud et de l'est de la Slovaquie, il retourne en Slovaquie, où il travaille pour le journal Naša Zastava. Viktor Dvorchak a joué le même rôle parmi les Slovaques de l'Est qu'Andrei Brody et Stepan Fentsik parmi les Rusyns.

## Exemple de texte
Extrait de la revue « Naša Zastava » 3/1912 en dialecte Šariš :
- Ňеprimušujeme dzecko na to, žebi pred časom na zarobek išlo. I zakon predpisuje, že za robotňika ňešľebodno prijac dzecko pred 14-tim rokom. Do stavu manželskeho ňepuščajme dzeci predčasom, obvzlaštňe na dzivčata še to scahuje. Boj o život je ai samotnemu človekovi čežki, tim čežši je takemu, chtori na calu fameľiu še starac muši. Ten boj o život često ai najmocňejšeho chlopa zkaše. Na žensku stav manželski dupľovanu terchu uklada.

Le même passage en slovaque standard :
- Nenútime dieťa k tomu, aby predčasne išlo pracovať. I zákon predpisuje, že za robotníka nie je možné prijať dieťa pred 14-tym rokom. Do stavu manželského nepúšťajme deti predčasne, obzvlášť sa to vzťahuje na dievčatá. Boj o život je aj samotnému človeku ťažký, tým ťažší je takému, ktorý sa musí starať o celú rodinu. Ten boj o život často aj najmocnejšieho chlapa skosí. Na ženu stav manzelský dvojitú ťarchu ukladá.

## Littérature
- Dulichenko A.D. 1981 : Microlangues littéraires slaves (Questions de formation et de développement). Tallinn.
- Buffa F. 1978 : Východoslovenské nárečia. Studia Academica Slovaque 7, 43-56.
- Buffa F. 1995 : La Grande Guerre patriotique. Bratislava.
- Czambel S. Slovenská a reçu mon ami contre Rodine Slovanských Jazykov. JE. Dialecte slovène. Turc. sans Martin, 1906.
- Dobranski E. 1941 : Grammaire slovaque. Košice, 1941.
- Halaga O. 1957 : K 200. výročiu východoslovenskej littérature. Slavie XXVI, 225-248.
- Halaga, O. R. : Východoslovenský slovník. Košice - Prešov, Universum 2002.
- Hagovska, M. (= Halaga, O. R). : Miesto východoslovenčiny contre Rodine Slovanských Jazykov. Dans : Svojina, 1948, 1 - 2, s. 43-46, art. 91-101, 186-189..
- Hrnko, A. : Pokusy zneužiť nárečové rozdiely v slovenčine na rozloženie slovenskej národnej jednoty Slovákov. Matica slovène 1990
- Koperdan M. 1940 : Porovnávacia gramatika východoslovenského nárečia. Rue turque Martin.
- Michael J. 1939 : Naša zlata šariščina. Perth Amboy.
- Štolc J. 1953 : K otázce východoslovenského spisovného jazyka. Slavia XXII, 211-212.
- Tajtak, L. : K otázke vydávania učebníc vo východoslovenskom nárečí. Dans : Nové Obzory, 6, 1964, p. 43 - 57.
- Tajtak, L. : Naša zástava - nástroj politiky maďarských vládnych essayé. Dans : Nové obzory, 8, 1966, p. 78 - 107.

## Liens
- Východoslovenský jazykový séparatizmus
- Na východ od Tatier, na západ od Užhorodu
- Ostslowakisch